# Целины (Малопольское воеводство)
Цели́ны (пол. Celiny) — село в Польше в сельской гмине Ивановице Краковского повета Малопольского воеводства.

## География
Село располагается в 5 км от административного центра гмины села Ивановице-Влосцяньске и в 23 км от административного центра воеводства города Краков.
В 1975—1998 годах село входило в состав Краковского воеводства.

## Население
По состоянию на 2013 год в селе проживало 679 человек.
| 2010 | 2013 |
| ---- | ---- |
| 674  | 679  |

| Перепись  | Всего   | Всего | Женщины | Женщины | Мужчины | Мужчины |
| --------- | ------- | ----- | ------- | ------- | ------- | ------- |
| Единицы   | человек | %     | человек | %       | человек | %       |
| Население | 679     | 100   | 333     |         | 346     |         |

## Достопримечательности
В селе находятся раскопки городища площадью 6 гектаров, датируемые VII—IX веками.